# Giovanni Battista della Pietra
Giovanni Battista della Pietra SJ (* 17. Oktober 1871 in Cornegliano Laudense, Provinz Lodi, Italien; † 26. August 1940) war ein römisch-katholischer Erzbischof und Diplomat des Heiligen Stuhls.

## Leben
Giovanni Battista della Pietra trat der Ordensgemeinschaft der Jesuiten bei und empfing am 18. September 1904 das Sakrament der Priesterweihe.
Am 3. März 1927 ernannte ihn Papst Pius XI. zum Titularerzbischof von Chalcedon und bestellte ihn zum Apostolischen Delegaten in Albanien. Der Präfekt der Kongregation De Propaganda Fide, Wilhelmus Marinus Kardinal van Rossum CSsR, spendete ihm am 19. März desselben Jahres die Bischofsweihe; Mitkonsekratoren waren der Sekretär der Kongregation De Propaganda Fide, Kurienerzbischof Francesco Marchetti Selvaggiani, und Kurienbischof Michel d’Herbigny SJ.